# Perizoma renitens
Perizoma renitens là một loài bướm đêm trong họ Geometridae.